# Thaumastocheles zaleucus
Thaumastocheles zaleucus is een kreeftensoort uit de familie van de Nephropidae. De wetenschappelijke naam van de soort is voor het eerst geldig gepubliceerd in 1873 door Thomson.